# Senna corymbosa

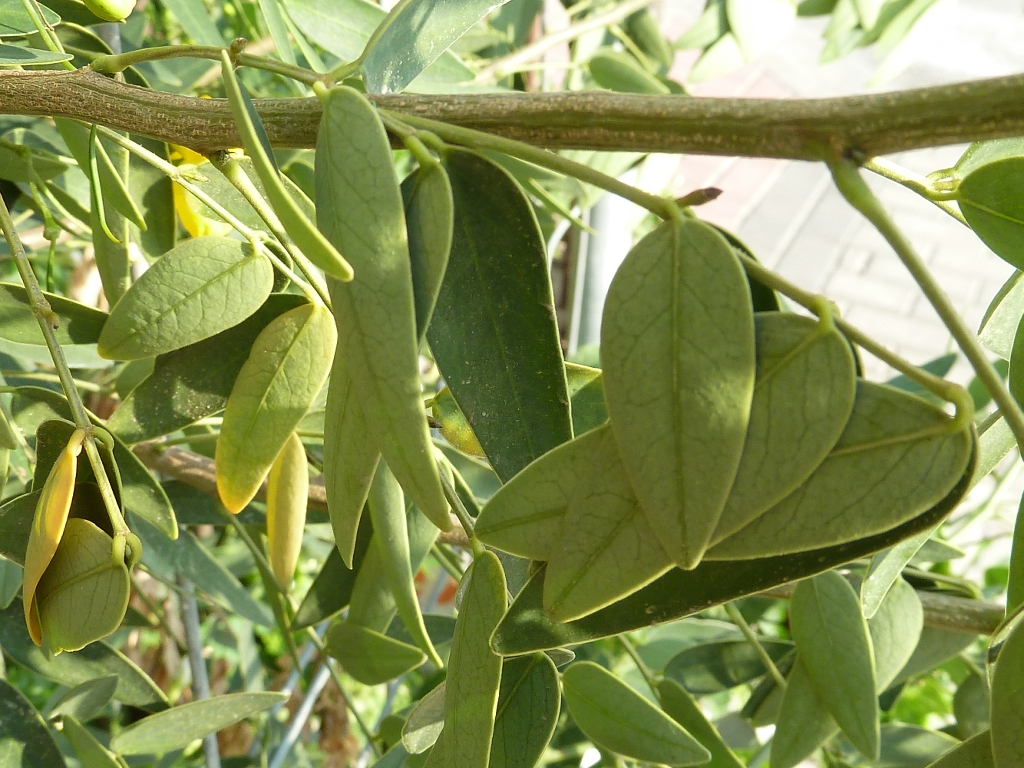
Fulles replegades a l'ombra i de nit

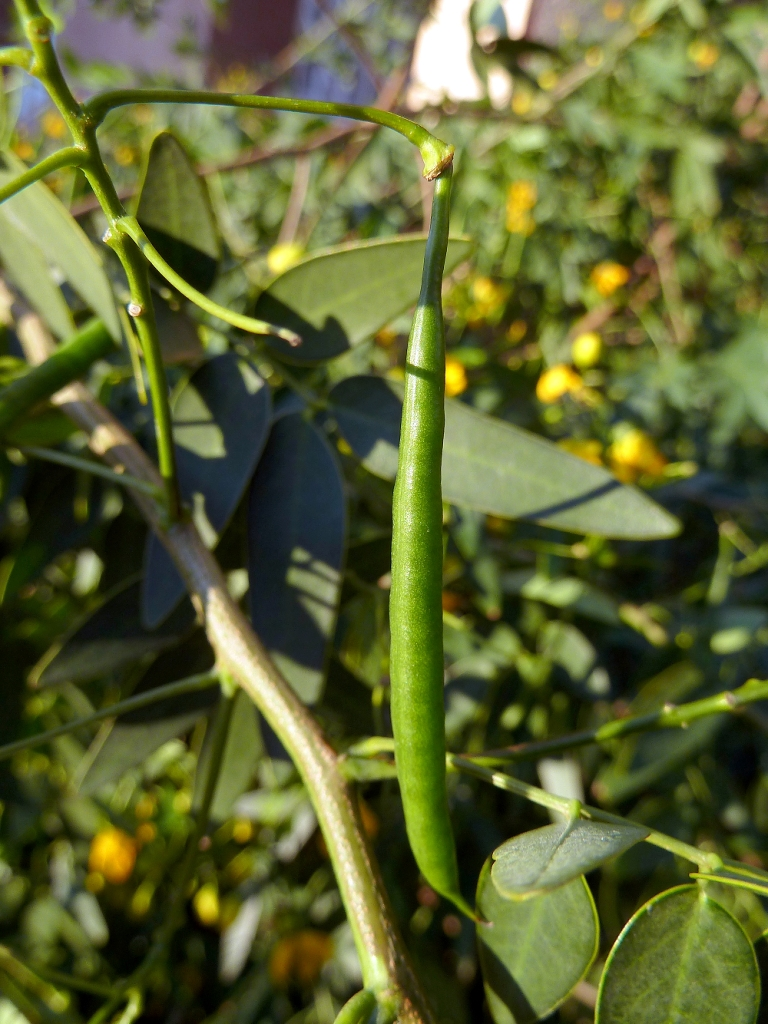
Fruit (llegum) encara immadur

Senna corymbosa és un arbust o més rarament un petit arbret de la família Fabaceae que pertany al gènere Senna encara que durant molt temps va ser inclòs en el gènere Cassia. És originari del sector est del Con Sud. En castellà s'anomena Rama negra degut a la coloració del seu tronc.

## Descripció
Arbust de fulla semiperenne que aconsegueix una altura d'uns 2,5 metres. Les fulles es disposen de forma alterna, són compostes i pinnades (2 a 3 folíols), oblongues o lanceolado-oblongues i amb l'àpex més agut que altres espècies similars del mateix gènere. Es repleguen a l'ombra i de nit. Les flors són grogues, amb 5 sèpals i pètals sub-iguals,10 etamines molt desiguals en 3 grups [3-4-3] i un estil molt corbat cap amunt. Floreix a l'estiu i tardor i és visitada per himenòpters del gènere Bombus, els quals són els encarregats de la seva pol·linització. El fruit és un llegum penjant indehiscent, de forma cilíndrica (uns 6 a 10 cm) ple de llavors.

## Distribució i hàbitat
Es distribueix des del nivell del mar fins a uns 200 msnm, en tots els departaments de l'Uruguai; al sud del Brasil en els estats de Rio Grande do Sul i Santa Catarina; en el Paraguai; i a l'est de l'Argentina, a les províncies de la Pampa, Còrdova, Santa Fe, Missiones, Corrientes, Entre Ríos, i Buenos Aires, arribant pel sud fins als voltants de Mar del Plata. Es troba assilvestrada a la província de Tucumán. Habita zones humides, riberes de rius i fites de muntanyes.

## Cultiu
Pot ser conreat en climes temperats, ja que és resistent a les gelades, si aquestes no són molt fortes. Per aquesta qualitat és molt conreat en l'hemisferi nord, on floreix de juliol fins a octubre. És possible propagar-la tant per llavors com per esqueixos, essent adequat en aquest últim cas el plantar-los en sorra pura i en condicions càlides i protegides, per exemple, en un hivernacle.

## Sinonímia
- Adipera corymbosa (Lam.) Britton & Rose
- Cassia corymbosa Lam.
- Cassia crassifolia Ortega
- Cassia falcata Dum. Cours.
- Cassia falcata L. és un sinònim de Senna occidentalis (L.) Link
- Chamaefistula corymbosa (Lam.) G.Do